# Dietersdorf am Gnasbach
Dietersdorf am Gnasbach ist eine ehemalige Gemeinde im Südosten der Steiermark mit 352 Einwohnern (Stand 1. Jänner 2025). Sie liegt im Gerichtsbezirk Feldbach bzw. Bezirk Südoststeiermark. Im Rahmen der Gemeindestrukturreform in der Steiermark ist die Gemeinde 2015 mit den Gemeinden Bierbaum am Auersbach und Sankt Peter am Ottersbach zusammengeschlossen worden, die neue Gemeinde führt den Namen Marktgemeinde Sankt Peter am Ottersbach weiter. Grundlage dafür ist das Steiermärkische Gemeindestrukturreformgesetz - StGsrG.

## Geografie
Dietersdorf am Gnasbach liegt im steirischen Vulkanland im Bezirk Südoststeiermark im österreichischen Bundesland Steiermark.
Es existieren keine weiteren Katastralgemeinden außer Dietersdorf.

### Ehemalige Nachbargemeinden
| Bierbaum  |                                             | Trössing |
|           | Kompassrose, die auf Nachbargemeinden zeigt | Straden  |
| St. Peter | Deutsch Goritz                              |          |

## Geschichte
Die Aufhebung der Grundherrschaften erfolgte 1848. Die Ortsgemeinde als autonome Körperschaft entstand 1850. Nach Ende des Ersten Weltkriegs kam es zu Auseinandersetzungen mit der Laibacher „Nationalregierung für Slowenien und Istrien“ über die Zugehörigkeit des Gebiets. Nach der Annexion Österreichs 1938 kam die Gemeinde zum Reichsgau Steiermark, 1945 bis 1955 war sie Teil der britischen Besatzungszone in Österreich.

### Einwohnerentwicklung

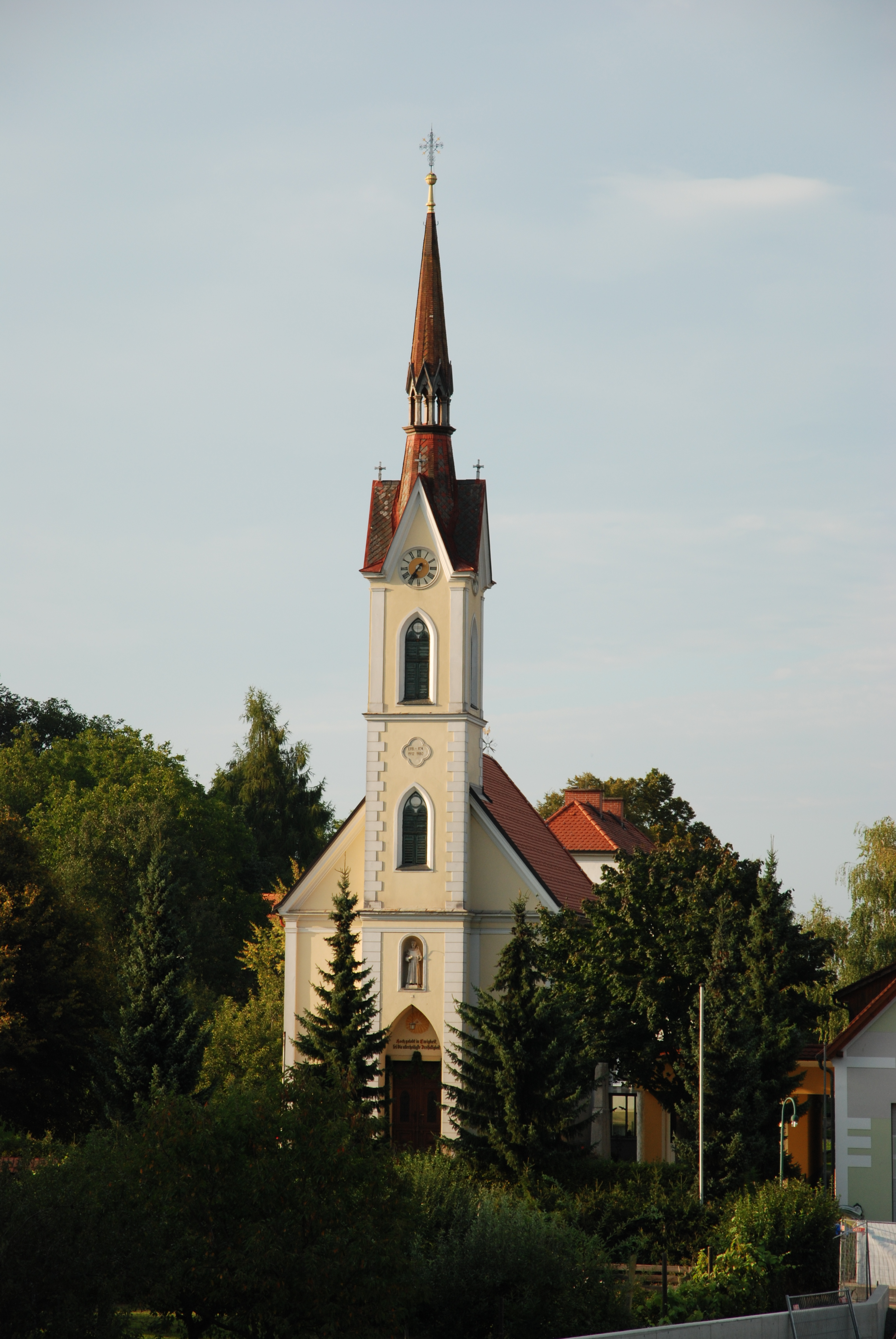
Kirche Dietersdorf

## Kultur und Sehenswürdigkeiten

### Musik
1967 wurde in Dietersdorf nach dem Krieg die echte Blasmusik wieder ins Leben gerufen, als im Rahmen der Musikschule Gnas fünf junge Burschen sich dazu entschlossen, ein Musikinstrument zu erlernen. 1982 wurde der Verein offiziell gegründet und wuchs seitdem ständig. 2011 wurde das 30-jährige Jubiläum  im Rahmen des Bezirksmusikertreffens in Dietersdorf am Gnasbach gefeiert.

### Regelmäßige Veranstaltungen
- Jährlich findet das von der Freiwilligen Feuerwehr Dietersdorf am Gnasbach organisierte „Kellergasslfest“ in der namensgebenden Kellergasse statt.
- Maibaumaufstellen
- Mehrere Frühschoppen von verschiedenen Vereinen

## Wirtschaft und Infrastruktur

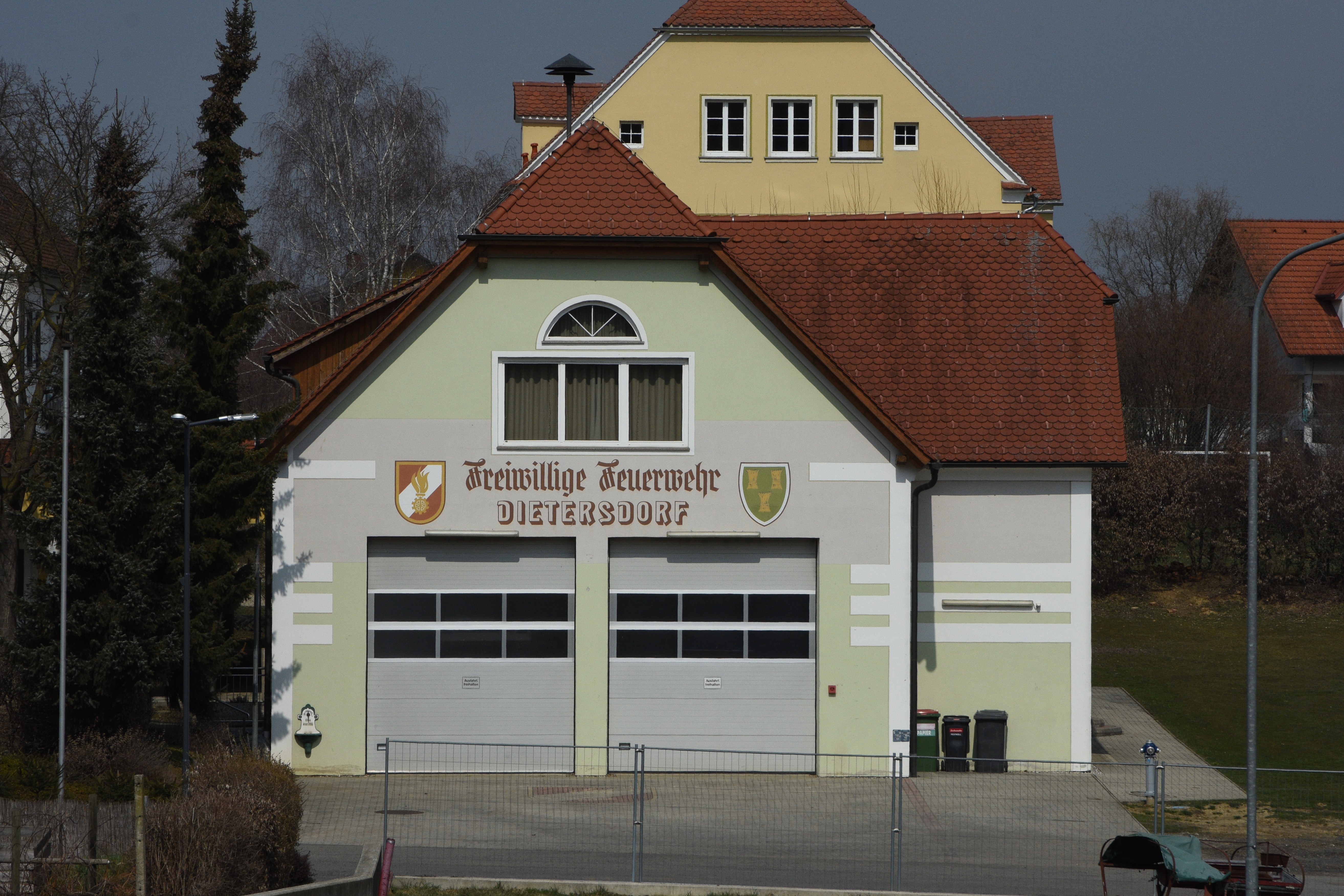
Feuerwehrhaus Freiwillige Feuerwehr Dietersdorf am Gnasbach

Es gibt einen Fußballplatz im Ort.
Auf dem Gemeindegebiet von Dietersdorf am Gnasbach befindet sich die Modell-Flugplatzanlage der Union Modellflugclub Sparkasse-Gnas. Die Flugplatzanlage besitzt eine Graspiste (250 m × 30 m) und eine Asphaltpiste (90 m × 12 m).

### Bildung
Im Ort befindet sich ein  Kindergarten. 2017 wurde die Josef Krainer Volksschule geschlossen. Diese Schule ist heute ein Jagd - Natur und Wilderer Museum. 

## Politik
Letzter Bürgermeister war Siegfried Trummer (ÖVP). Der Gemeinderat setzte sich nach den Wahlen von 2010 wie folgt zusammen:
- 5 ÖVP
- 4 Dietersdorfer Heimatliste

## Persönlichkeiten

### Söhne und Töchter der Gemeinde
- Rolph Trummer (1890–1954), steirischer Landeshauptmann und Mitglied des Verfassungsgerichtshofs
- Franz Kummer (1910–2000), Nationalratsabgeordneter und langjähriger Bürgermeister der Gemeinde
- Hans Summer (* 1951), Radrennfahrer
- Jochen Summer (* 1977), Radrennfahrer